# Eptesicus kobayashii
Eptesicus kobayashii es una especie de murciélago de la familia Vespertilionidae.

## Distribución geográfica
Es endémica de la Península de Corea, que fue registrado en sólo tres lugares: Pyongyang, Seúl y Gaesung.